# Večerja v Emavsu (Caravaggio)
Večerja v Emavsu je slika italijanskega baročnega mojstra Caravaggia, naslikana leta 1601 in je zdaj v Narodni galeriji v Londonu. To sliko je  naročil in plačal Ciriaco Mattei, brat kardinala Girolama Matteija.

## Opis
Slika prikazuje trenutek, ko se je vstali Jezus, toda anonimen, razkril dvema učencema (domnevno Luki in Kleofasu) v mestu Emavs, ki pa kmalu izgine izpred oči (Evangelij po Luki Lk 24,30–31). Kleofas nosi romarsko školjko pokrovačo. Drugi apostol nosi raztrgana oblačila. Kleofas gestikulira v perspektivno zahtevni razširitvi rok v referenčni okvir in iz njega. Stoječi konjušnik, gladkega čela in obraza v temi, se zdi, da se tega ne zaveda. Slika je nenavadna po naravni velikosti figur, temnem in praznem ozadju. Na mizi je razporejen obrok kot tihožitje. Tako kot svet, ki so ga poznali ti apostoli, tudi košara s hrano nevarno teži čez rob.
V Markovem evangeliju [Mr 16,12) naj bi se jim Jezus prikazal v drugi obliki, zato je morda tukaj prikazan brez brade, v nasprotju z bradatim Jezusom v Klicanje sv. Mateja, kjer je skupina sedečih števcev denarja prekine novačenje Jezusa. Tudi na Caravaggiovih slikah je ponavljajočo se tema najti vzvišeno, in prekinja vsakodnevno rutino. Nevzvišeno človeštvo je primerno za to sceno, saj se je človeški Jezus svojim učencem naredil neprepoznavnega in hkrati potrdi in premaga svojo človečnost. Zdi se, da Caravaggio nakazuje, da bi morda Jezus lahko vstopil v naša vsakdanja srečanja. Temno ozadje ovija sliko.

## Izvedba
Redka upodobitev Jezusa brez brade sega verjetno v zgodnje Jezusove podobe, ki so jih odkrili v Caravaggiovih časih. Michelangelo, ki je bil Caravaggiu velik vzor, je tudi naslikal golobradega Jezusa v svoji freski Poslednja sodba v Sikstinski kapeli. Temno ozadje in podrobno tihožitje v ospredju sta tudi nenavadna pri upodobitvi. Takratna duhovščina je bila ogorčena nad realističnim prikazom Caravaggiovih likov, zlasti zaradi slabega videza apostolov.
Uporaba svetlobe kot dramskega elementa (chiaroscúro) je značilna za Caravaggia. Pogled je usmerjen v razsvetljena obraza Jezusa in Jakoba. Tako kot v perspektivi Lukovih rok je tudi tu logika podobe prekinjena - najemodajalec bi moral tako kot predmeti na mizi metati senco na desno in s tem temniti Jezusa. Namesto tega vidimo njegovo senco diagonalno za seboj na steni.

## Večerja v Emavsuv Milanu
Caravaggio je leta 1606 naslikal še eno različico Večerje v Emavsu (zdaj v Breri v Milanu). Za primerjavo so geste figur veliko bolj zadržane, zaradi česar je prisotnost pomembnejša od predstave. Ta razlika verjetno odraža okoliščine Caravaggiovega življenja v tistem trenutku (pobegnil je iz Rima kot odpadnik po smrti Ranuccia Tomassonija) ali pa je morda rezultat nenehnega razvoja njegove umetnosti v vmesnih petih letih, ko je prepoznal vrednost podcenjevanja.